# Ericana

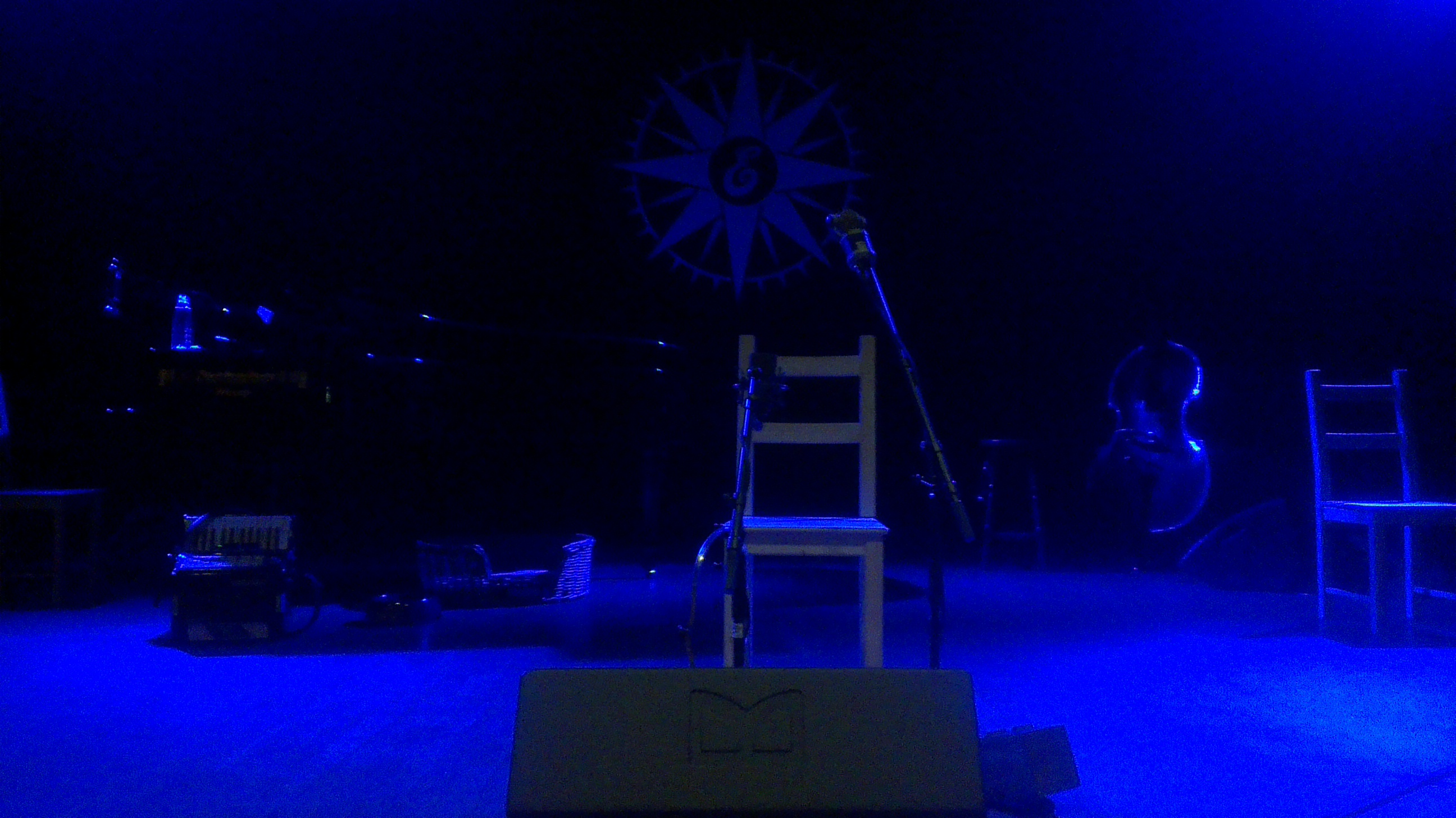
Podiumopstelling bij de theatertour

Ericana is een album met bijbehorende theatertour van de Nederlandse zanger Daniël Lohues. Het is de opvolger van Gunder en werd uitgebracht op vrijdag 15 februari 2013. Op het album en tijdens de theatervoorstelling speelt Lohues samen met twee andere muzikanten: Bernard Gepken (gitaar, mandoline, drums, achtergrondzang) en Guus Strijbosch (contrabas). De gelijknamige theatertour duurt van 5 februari t/m 26 juni 2013. Op het album zingt Lohues in het Drents, een dialect dat behoort tot het Nedersaksisch.

## Trivia
- De titel Ericana verwijst met een knipoog naar de muziekstijl Americana en Erica, de woonplaats van Lohues.
- Het album is opgenomen in de woonkamer van Lohues.
- Op maandag 21 januari 2013 gaf Lohues de track Blauwe Maondag gratis weg via Facebook en Twitter. Deze dag was toepasselijkerwijs een blauwe maandag.

## Tracklist
1. Onderweg naor Idaho
2. Liefzeer
3. Ik Haal Mij ‘N Hond Op
4. A’j Joe Verkleden As Schaop
5. Wat Niet Kan Is Nog Nooit Gebeurd
6. Weiteveen
7. Blauwe Maondag
8. Allennig Moe’j ‘T Ok Kunnen
9. Dan Be’j Pas Vrij
10. Anders Wa’j Der Nou Ja Wel
11. Ach, Mien Wichie Toch
12. Mariël
13. Blauwe Lucht
14. Arcadië